# Gymnase de Maijamäki
Le gymnase de Maijamäki (finnois : Maijamäen liikuntahalli) est une salle de sport située à Maijamäki à Naantali en Finlande.

## Caarctéritiques
Le gymnase est très proche du lycée de Naantali et de l'école de Maijamäki.
La surface totale du bâtiment est de 2 337 m² et son volume est de 15 660 m³. 
La superficie de la salle du gymnase est de 1 254 m² et ses dimensions au sol sont de 38 x 33 m et la hauteur libre est de 8 à 10 mètres. 
Le gymnase dispose a une tribune démontable de 378 places. 
De plus, plus d'une centaine de spectateurs peuvent tenir dans l'entrée et il y a 500 chaises libres. 
Les installations ont été approuvées pour accueillir 1 020 spectateurs. 
Le gymnase  a aussi une salle de sport de 200 m² et des équipements d'entraînement.

## Visiteurs
Entre autres, le joueur de la NBA Níkos Gális a joué lors de l'événement d'inauguration de la salle en 1984 . 
Plus tard, entre autres, Cheryl Miller et l'équipe nationale féminine de basket-ball des États-Unis, qui a remporté la médaille d'or olympique , ont visité la salle.  
Plusieurs compétitions de niveau championnat ont également été organisées à Maijamäki, comme les championnats de taekwondo à l'automne 2007.